# Cronotropismo
Il cronotropismo, o azione cronotropa, è la variazione proveniente dal sistema nervoso della regolare frequenza del battito cardiaco. Essa è solitamente dovuta alla somministrazione di farmaci, ma indica generalmente l'influenza esercitata da ogni condizione in grado di modificare la frequenza cardiaca.

## Azione cronotropa positiva
L'azione cronotropa positiva definisce l'accelerazione della frequenza cardiaca, collegata spesso ad un aumento della pressione arteriosa, determinata in genere da impulsi nervosi che raggiungono il cuore attraverso fibre simpatiche. Si evince quindi che i mediatori chimici delle terminazioni nervose dell'ortosimpatico, ovvero adrenalina e noradrenalina, hanno azione cronotropa positiva, come anche, tali condizioni fisiologiche, psicologiche o ambientali che causano una stimolazione della componente ortosimpatica del sistema nervoso vegetativo, come l'ipossia, stimoli dolorifici, paura.
Talvolta si possono riscontrare fenomeni di azione cronotropa positiva per la presenza di altri fattori scatenanti, come temperatura corporea e ormone tiroideo che agiscono direttamente sul miocardio.

## Azione cronotropa negativa
L'azione cronotropa negativa corrisponde all'insorgenza di bradicardia, fenomeno mediato solitamente dal centro nervoso cardioinibitore, localizzato nel bulbo e dalla stimolazione delle fibre parasimpatiche del nervo vago. Hanno perciò azione cronotropa negativa l'acetilcolina, mediatore chimico del sistema parasimpatico, la depressione psichica e, come farmaci, la digitale, la chinidina e la strofantina.